# Hospital Meriter
El Hospital Meriter (Meriter Hospital) es un hospital en Madison, Wisconsin, Estados Unidos. UnityPoint Health (EN) gestiona el hospital.
Un hospital universitario de la Universidad de Wisconsin, el hospital tiene 448 camas y es el hospital quinto más grande del estado de Wisconsin. Sirve el sur de Wisconsin y el noroeste de Illinois.
En 2013 el hospital unió con UnityPoint Health.